# Melissa Tancredi
Melissa Tancredi, född 27 december 1981 i Ancaster i Ontario, är en kanadensisk fotbollsspelare. Hon spelar för Piteå IF Dam.
Landskamper/mål: 64/13
Nominerad till 2010 års mest värdefulla spelare i den kanadensiska ligan och har tidigare spelat i WPS (Saint Louis). Har spelat tre VM-turneringar (2007, 2011 och 2015) och tre OS för Kanada (2008, 2012 och 2016).